# Cimitero di Glenwood
Il cimitero di Glenwood è un cimitero situato a 2500 W Court Street a Flint, nel Michigan. È stato inserito nel registro nazionale dei luoghi storici nel 2010.

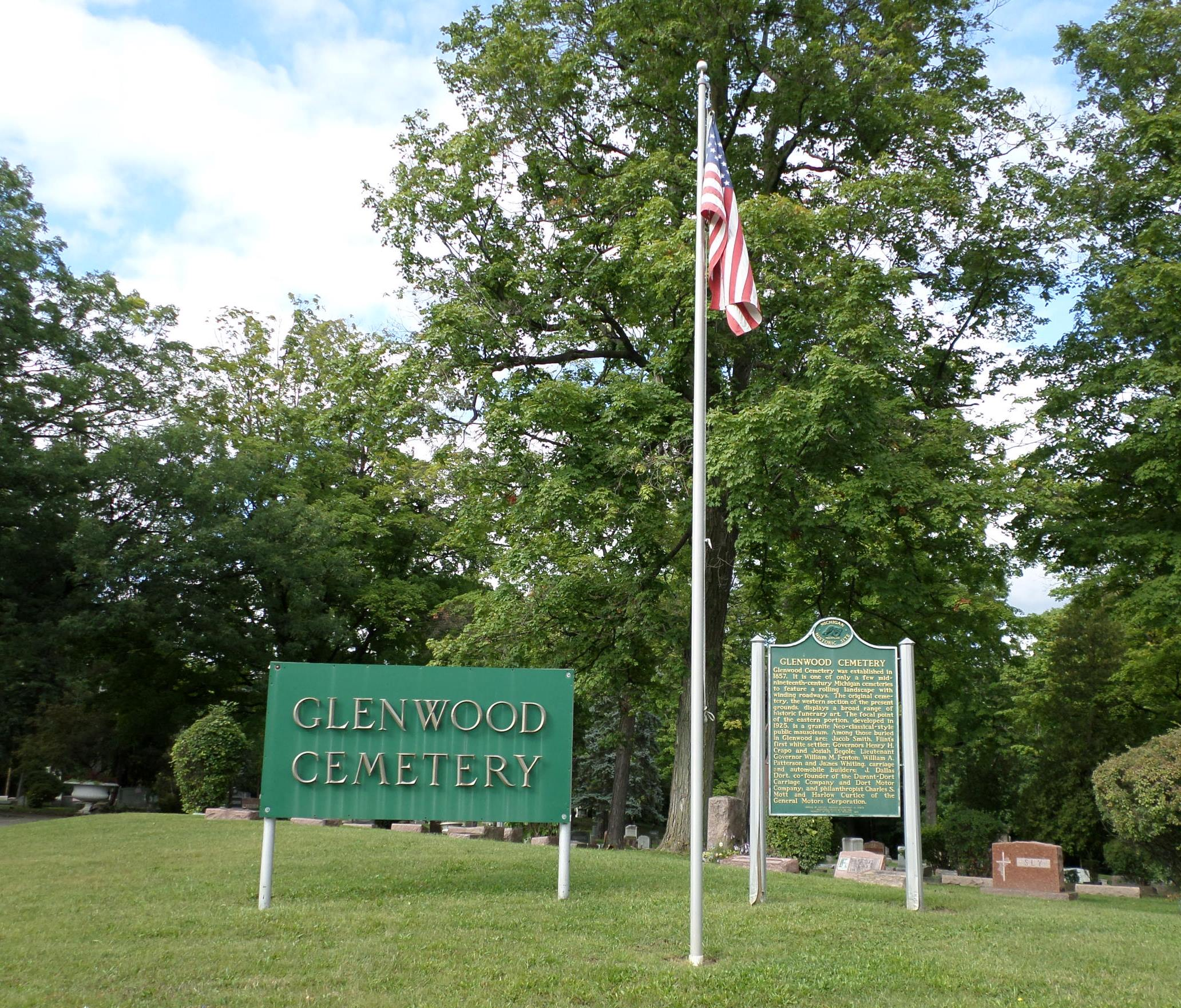
Glenwood Cemetery Flint

## Storia
Flint fu incorporata come città nel 1855. All'epoca, l'area cimiteriale stava cominciando a decadere, così nel 1857 un gruppo di importanti cittadini si riunì per pianificare la costruzione di un cimitero adatto alla nuova città. Il gruppo ha formato la Glenwood Cemetery Association. Trenta acri di terreno furono rapidamente acquisiti e George T. Clark che assunse come ingegnere civile. Il nuovo cimitero di Glenwood fu ufficialmente "nato" nell'ottobre 1857. Poco dopo furono costruiti un ingresso, una cappella e una volta di ricevimento (tutti ora demoliti) e l'ufficio del sagrestano (ancora in piedi), il terreno fu livellato e abbellito.
Il cimitero acquistò sei acri di terreno nel 1901 e costruì un nuovo mausoleo nel 1914. Non furono fatte ulteriori aggiunte al terreno del cimitero e la Glenwood Cemetery Association continua a possedere e gestire il cimitero di Glenwood.
Tra le personalità inumate nel cimitero vanno ricordate:
- Jacob Smith, il primo colono europeo di Flint (1780-1825).
- Henry H. Crapo, governatore del Michigan (1804-69).
- Josiah W. Begole, governatore del Michigan (1815-96).
- J. Dallas Dort, costruttore di carrozze e primo pioniere dell'auto (1861-1925).
- Charles Stewart Mott, direttore della General Motors (1875-1973).
- Harlow H. Curtice, CEO di General Motors (1893-1962).